# ČSD-Baureihe T 669.0
Die ČSD-Baureihe T 669.0 (ab 1988: Baureihe 770) sind dieselelektrische Lokomotiven der ehemaligen Tschechoslowakischen Staatsbahn (ČSD). Abgeleitet von der Baureihenbezeichnung ЧМЭ3 (ČME3) der Exportlokomotiven bei den Sowjetischen Eisenbahnen verdanken die Lokomotiven ihren Spitznamen Čmelák (deutsch: Hummel) auch ihren Fahrgeräuschen. Zusammen mit allen praktisch identischen Baureihen, die von ČKD und SMZ für andere Bahngesellschaften hergestellt wurden, zählt die Bauart mit insgesamt etwa 8200 Exemplaren zu den meistgebauten Lokomotiven weltweit.

## Geschichte
Die erste Lokomotive entstand 1963 als Exportauftrag für die damalige Sowjetunion und andere Länder wie Albanien. Nach Fertigstellung von drei Prototypen wurden diese Ende 1963 bei  den ČSD eingehend erprobt. Die Ergebnisse veranlassten die ČSD ab 1967 zur Beschaffung einer an die eigenen Anforderungen angepassten Variante. 1966 wurden Lokomotiven nach Polen für Industriebetriebe geliefert, die zuerst bei den Hüttenwerken in Nowa Huta verwendet wurden. Bis 1990 wurden 145 Lokomotiven beschafft, die vorwiegend für die Oberschlesischen Sandbahnen verwendet wurden. Die Industrielokomotiven wurden als Reihe S 200 bezeichnet und besaßen mit 115,8 t eine geringfügig höhere Dienstmasse.
107 weitere Lokomotiven wurden 1967 bis 1969 von SMZ in Dubnica an die ČSD und einige Industriebetriebe geliefert. Im Jahr 1968 wurde bei SMZ Dubnica die Aufhängung des Lokkastens auf den Drehgestellen verändert, dies führte zu der Baureihe ČSD-Baureihe T 669.1. 1977 und 1979 folgten nochmals zwei Maschinen von ČKD Prag.
Mit hohen Vorbauten, stark seitlich versetztem Mittelführerstand und umlaufender Plattform entspricht die T 669.0 amerikanischen Konstruktionsprinzipien. Eine der Forderungen der sowjetischen Besteller war die Orientierung an die Konstruktion der Lokomotiven, die 1944 im Rahmen des Leih- und Pachtgesetzes von den USA an die Sowjetunion geliefert wurden.
Das Einsatzgebiet der T 669.0 war der schwere Rangierdienst und die Beförderung von Nahgüterzügen.
Mit der Einführung des EDV-Nummernsystems im Jahre 1988 erhielten die Lokomotiven die neue Baureihenbezeichnung 770 mit nur noch 3-stelliger Ordnungsnummer. Bis zum Jahr 2005 wurden die Lokomotiven der ČD dann nach und nach ausgemustert, vor allem auch deshalb, weil sinkende Transportleistungen von der kleineren Baureihe 742 übernommen werden können. Auch bei den ŽSR stand der Einsatz dieser Loks 2009 schon kurz vor dem Ende. Die Breitspurlokomotiven der Reihen 770.8 bzw. 771.8 werden im Osten der Slowakei noch gebraucht.
Ein Teil der Lokomotiven wurde von privaten Firmen für den Bauzugdienst erworben. Einige, die an Industriebahnen geliefert wurden oder von privaten Anbietern eingesetzt werden, aber auch zehn slowakische Loks der Baureihe 771, wurden modernisiert. Sie erhielten teilweise neue Motoren und neue Aufbauten mit abgesenkten Vorbauten. Sie tragen Baureihenbezeichnungen 772, 773 bzw. 774. In Nachfolgestaaten der Sowjetunion stehen die ЧМЭ3 weiterhin im Einsatz. Auch in Albanien sind die T 669 bei der Hekurudha Shqiptare (und zwischenzeitlich auch als einzig einsetzbare Baureihe) im Einsatz. Ein Prototyp befindet sich im Eisenbahnmuseum Lužná u Rakovníka.
Nach 2010 erwarben zahlreiche polnische Privatunternehmen die Lokomotiven. Der wichtigste Kunde war DB Cargo Polska mit 50 Stück, aber auch STK und weitere Unternehmen. Seit 2020 ist der Einsatz der Lokomotiven bei DB Cargo Polska nach Fristablauf beendet. Gründe für die Ausmusterung waren einerseits Streckenstilllegungen, andererseits konnten die Leistungen auch von vierachsigen Lokomotiven wie der T 448P übernommen werden. Zwischen 2015 und 2017 wurden sechs Lokomotiven für den Einsatz in Finnland umgebaut.

## Konstruktive Beschreibung

### Antriebsanlage

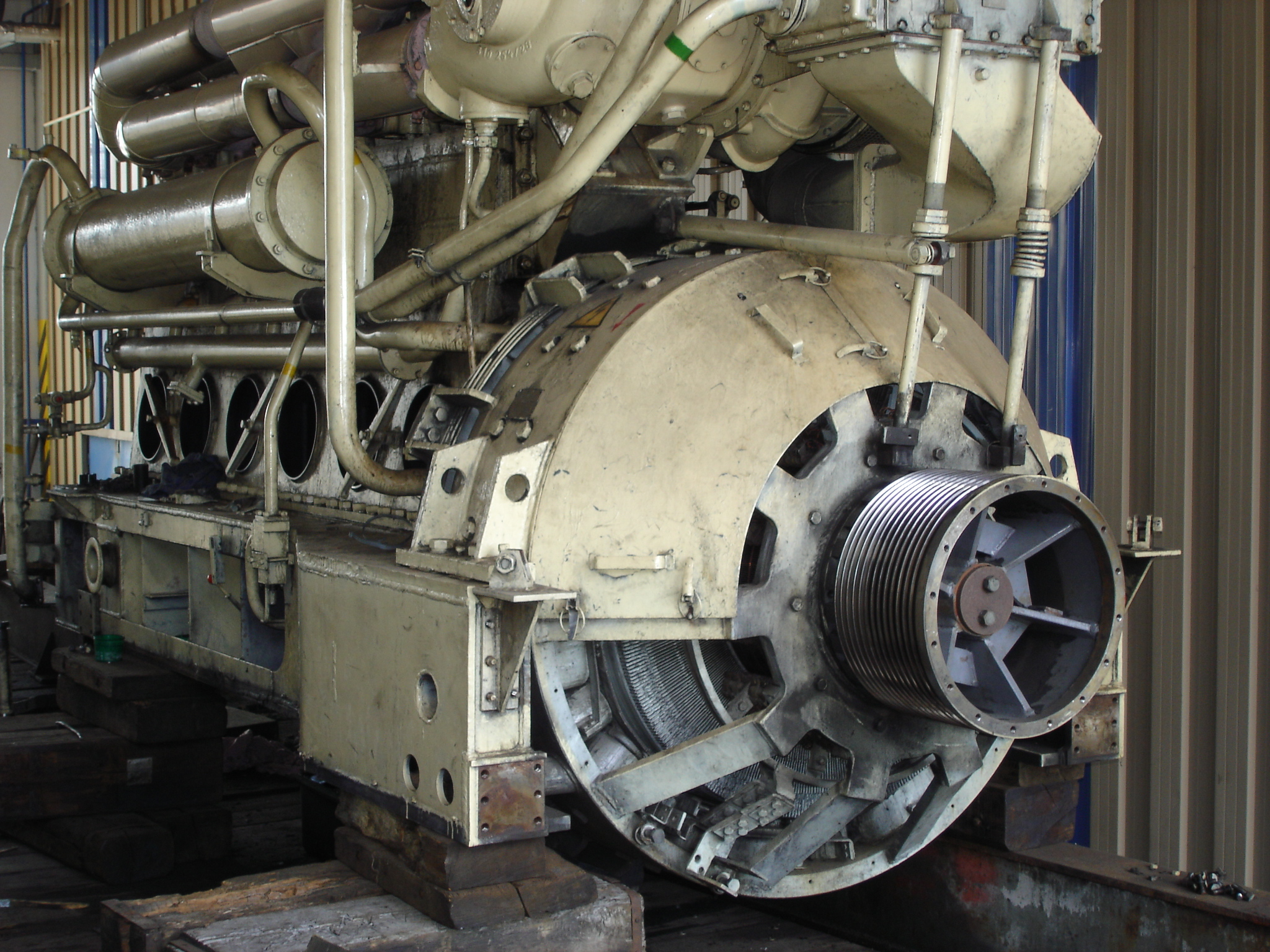
Ansicht Dieselmotor und Traktionsgenerator der Diesellokomotive T 478.1 der ČSD, identisch mit dem der T 669.0

Antriebsmotor ist der langsamlaufende Sechszylinder-Viertakt-Dieselmotor in Reihenanordnung mit Direkteinspritzung vom Typ ČKD K 6S 310 DR. Er besitzt den Turbolader vom Typ PDH-50 V und ist wassergekühlt. Der Motor besitzt eine Eigenmasse von 12,8 t. Er ist mit dem Hauptgenerator vom Typ TD 802 als Montageeinheit in vier Punkten elastisch auf dem Hauptrahmen gelagert und außerdem durch vier Zapfen gegen Längs- und Querverschiebung gesichert. Der Generator ist als Gleichstromgenerator mit Eigenkühlung ausgebildet. Er speist die vierpoligen, fremdbelüfteten Gleichstrommotoren vom Typ TE 006, die über einen Tatzlager-Antrieb auf den Drehgestellen elastisch gelagert sind.
Über das andere Kurbelwellenende wird über ein Strömungsgetriebe der dreizylindrige zweistufige Kompressor vom Typ K 2 für die Bremsanlage und der Lüfter des Hauptkühlkreises angetrieben.

### Kühlanlage
Die Kühlanlage besteht aus zwei unabhängigen Kühlwasserkreisläufen. Der Hauptkreis kühlt den Dieselmotor, der Hilfskreis kühlt über einen Zwischenkühler die Luft des Turboladers sowie über einen Wärmetauscher das Motorenöl. Sämtliche Elemente des Kühlkreislaufes bilden eine Montageeinheit und sind elastisch auf dem Hauptrahmen gelagert. Außerdem besitzen Haupt- und Hilfskreislauf der Kühlanlage Luftkühler. Der des Hauptkreislaufes und der Lüfter für die Fahrmotoren des vorderen Drehgestells werden über das Strömungsgetriebe vom Dieselmotor angetrieben, der Lüfter des Hilfskreislaufes besitzt einen Elektromotor.
Der Luftkühler für die Fahrmotoren des hinteren Drehgestelles wird vom Hauptgenerator angetrieben.

### Fahrzeugteil
Der Lokomotivrahmen ist als Schweißkonstruktion ausgeführt. Er besteht aus zwei Längs- sowie mehreren Querträgern in Stahlbauweise. Sie sind im Bereich der Drehgestelle und der Lagerung des Dieselmotors verstärkt mit Querträgern versteift. An der Frontseite sind die Pufferbohlen zur Aufnahme der Zug- und Stoßeinrichtung zusätzlich versteift. Zwischen den Drehgestellen ist der Kraftstoffbehälter am Rahmen befestigt.
Das gesamte Lokomotivgewicht wird über acht gummigefederte Aufhängungen auf die Drehgestelle übertragen. Die Radsätze werden in den Drehgestellen in Schwingarmen geführt. Jeder Radsatz wird außerdem noch durch zwei hydraulisch gedämpfte Schraubenfedern vertikal abgefedert.
Die Übertragung der Zugkraft auf den Rahmen erfolgt über die mittleren Drehzapfen des Drehgestellrahmens. Dieser ist am Drehgestellquerträger gelagert und ermöglicht ein seitliches Spiel. Die Stützflächen am Drehgestellrahmen sind mit Gummielementen, die auf Manganstahl aufvulkanisiert sind, belegt.
Alle drei Achsen des Drehgestells werden durch eine doppelseitige Klotzbremse als Druckluftbremse gleichzeitig und unabhängig voneinander abgebremst. Die Hauptluftbehälter sind unter den Laufstegen des Rahmens untergebracht.
Der Führerstand ist sehr gut schall- und wärmeisoliert sowie elastisch mit dem Hauptrahmen verbunden. Beheizt wird er durch einen Heizkörper durch das Motorkühlwasser. Im Führerstand zeigen Kontrolllampen Schäden an der Isolation des Generators an. Außerdem wird das Schleudern der Radsätze sowie das Überschreiten der Kühlwassertemperatur angezeigt. Beim Überschreiten der zulässigen Drehzahl des Dieselmotors bzw. bei Unterschreiten des Öldruckes vom Motorölkreislauf wird der Dieselmotor automatisch abgeschaltet. Die unter dem Lokomotivgehäuse angeordneten Aggregate sind von außen gut erreichbar, da nicht nur große Seitentüren angebracht wurden, sondern außerdem die Dachsegmente über den Hauptaggregaten abnehmbar gestaltet wurden.

## Bilder

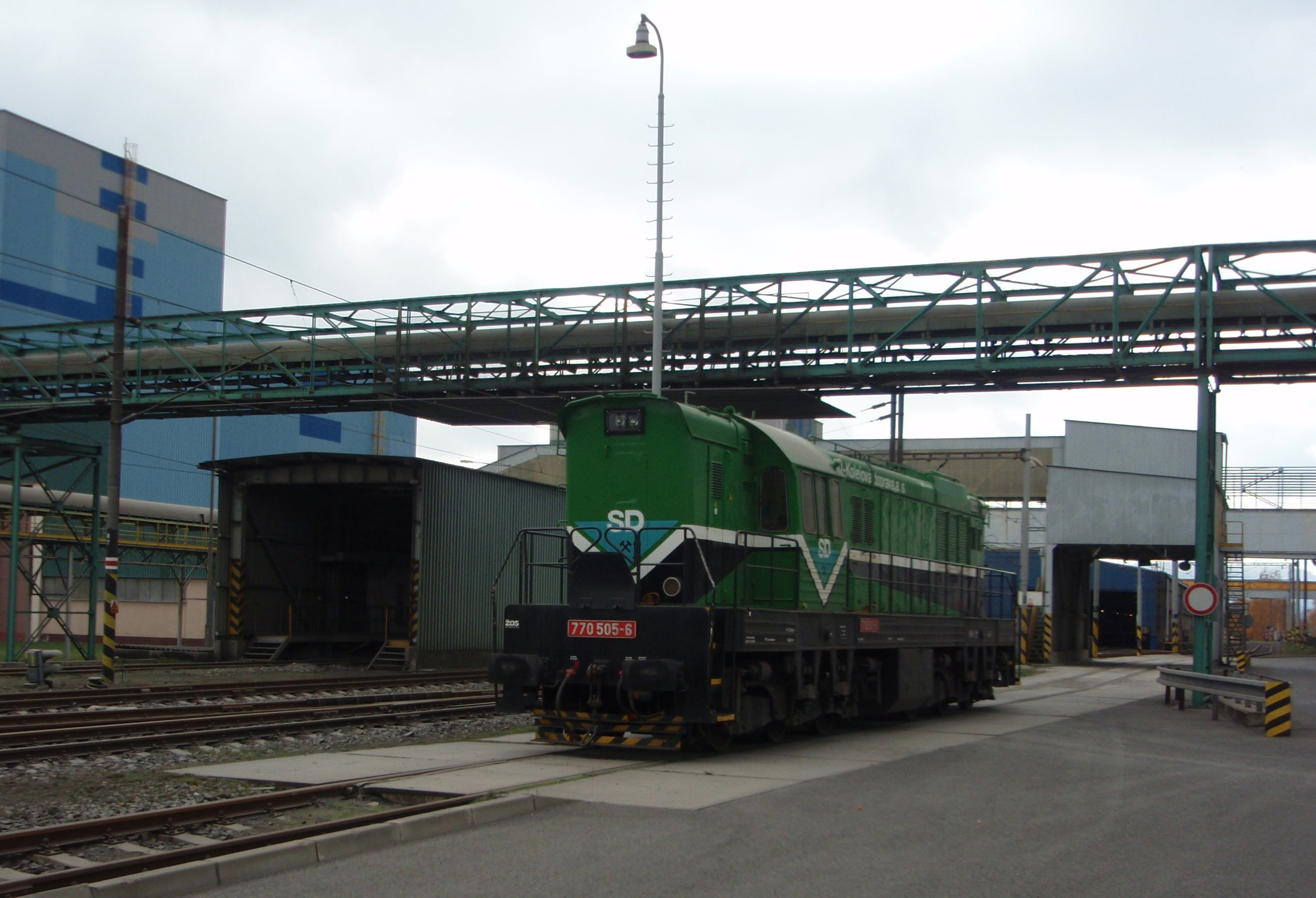
SD 770 505 im Kraftwerk Prunéřov
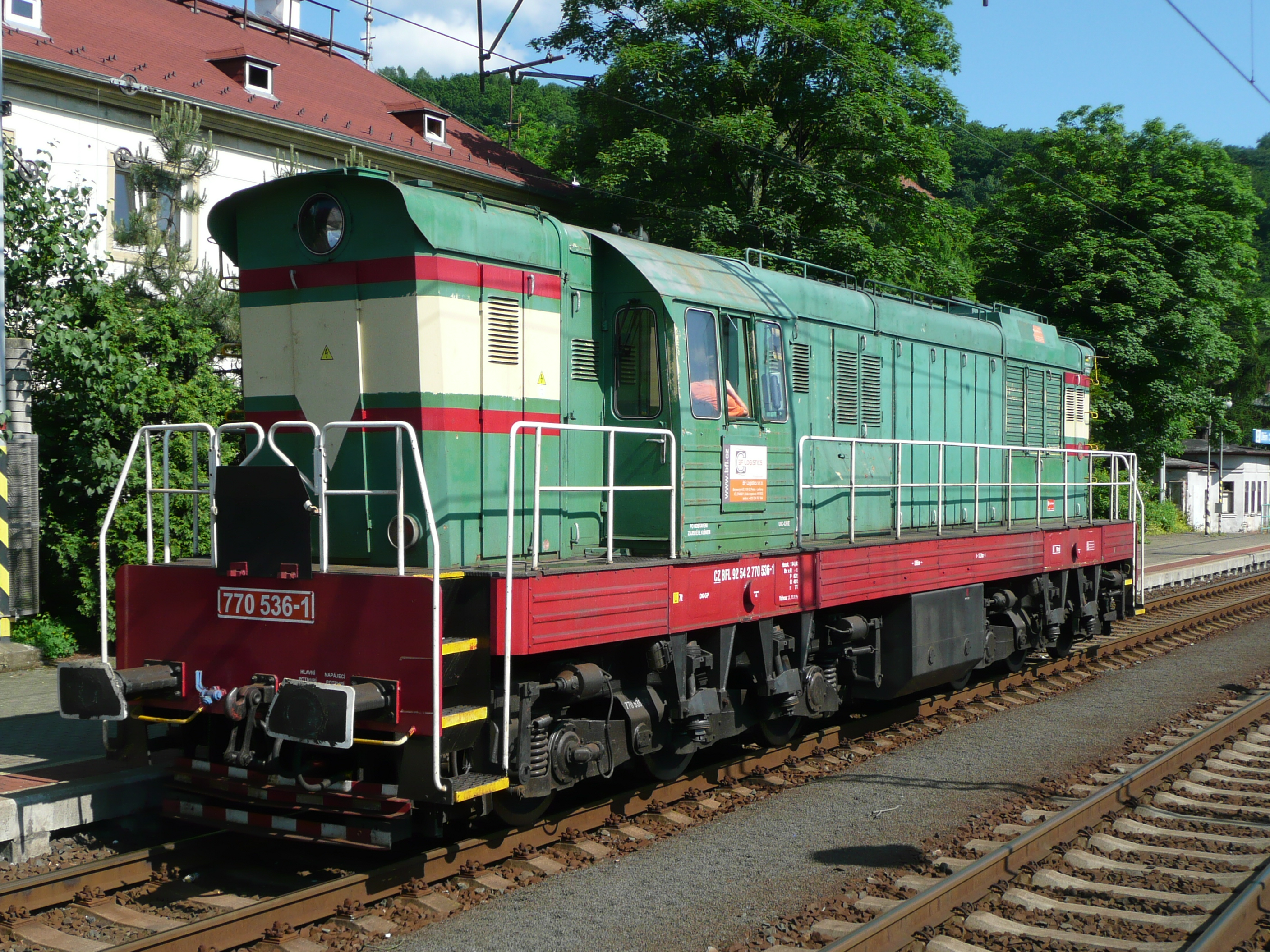
Die rekonstruierte 770 536 2014 im Hauptbahnhof Děčín
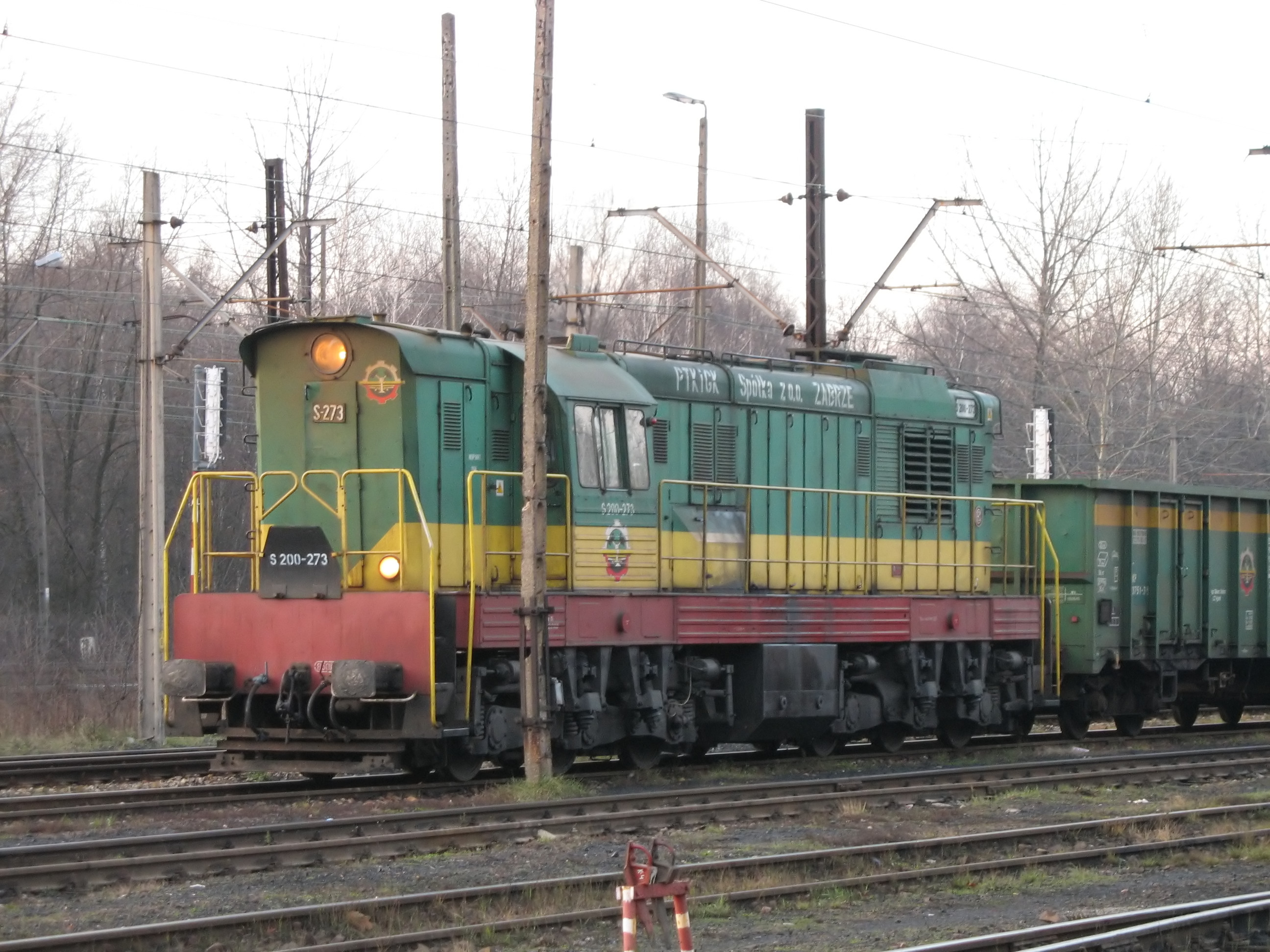
S 200-273 der PTKiGK Zabrze mit leeren Kohlewagen in Zabrze.
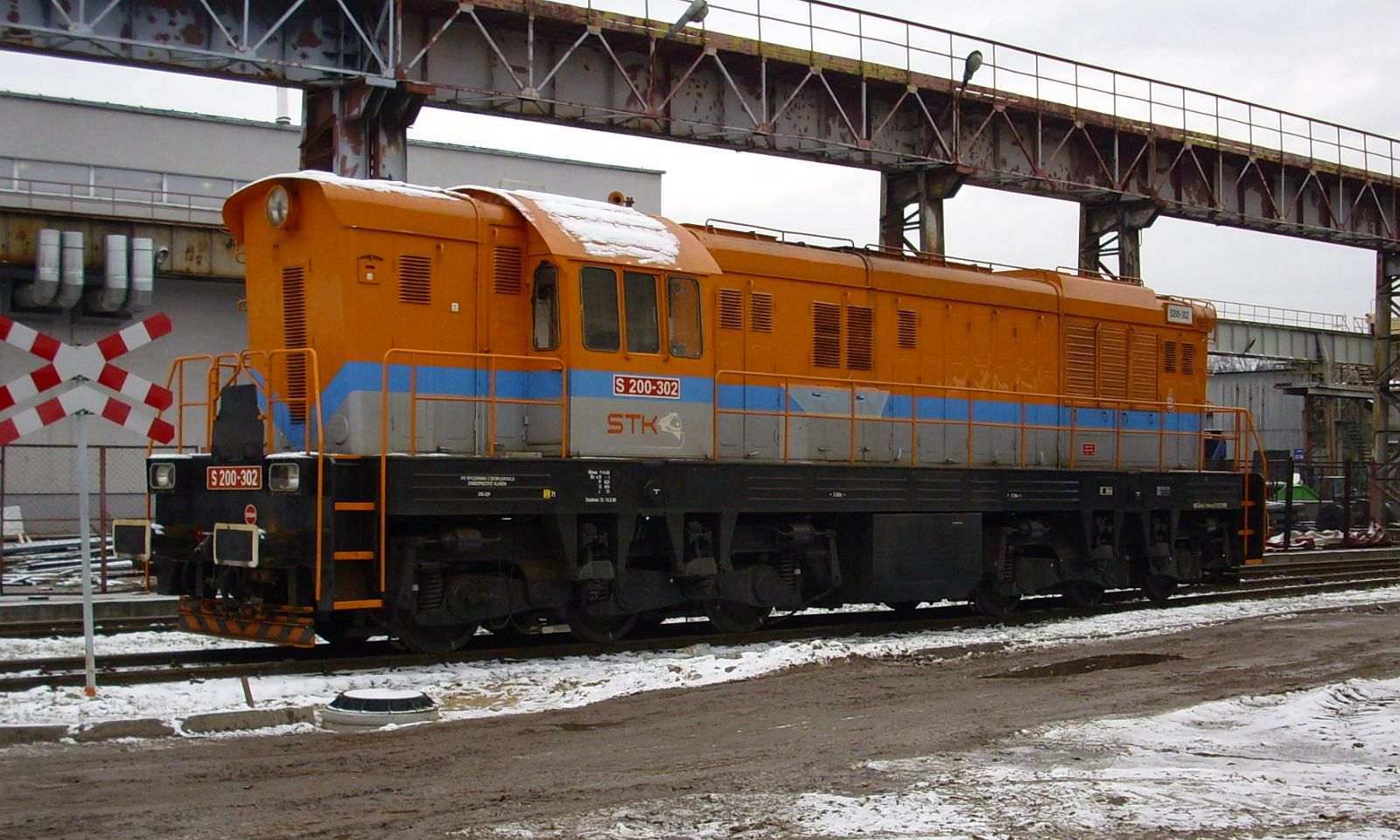
S 200-303 der STK.
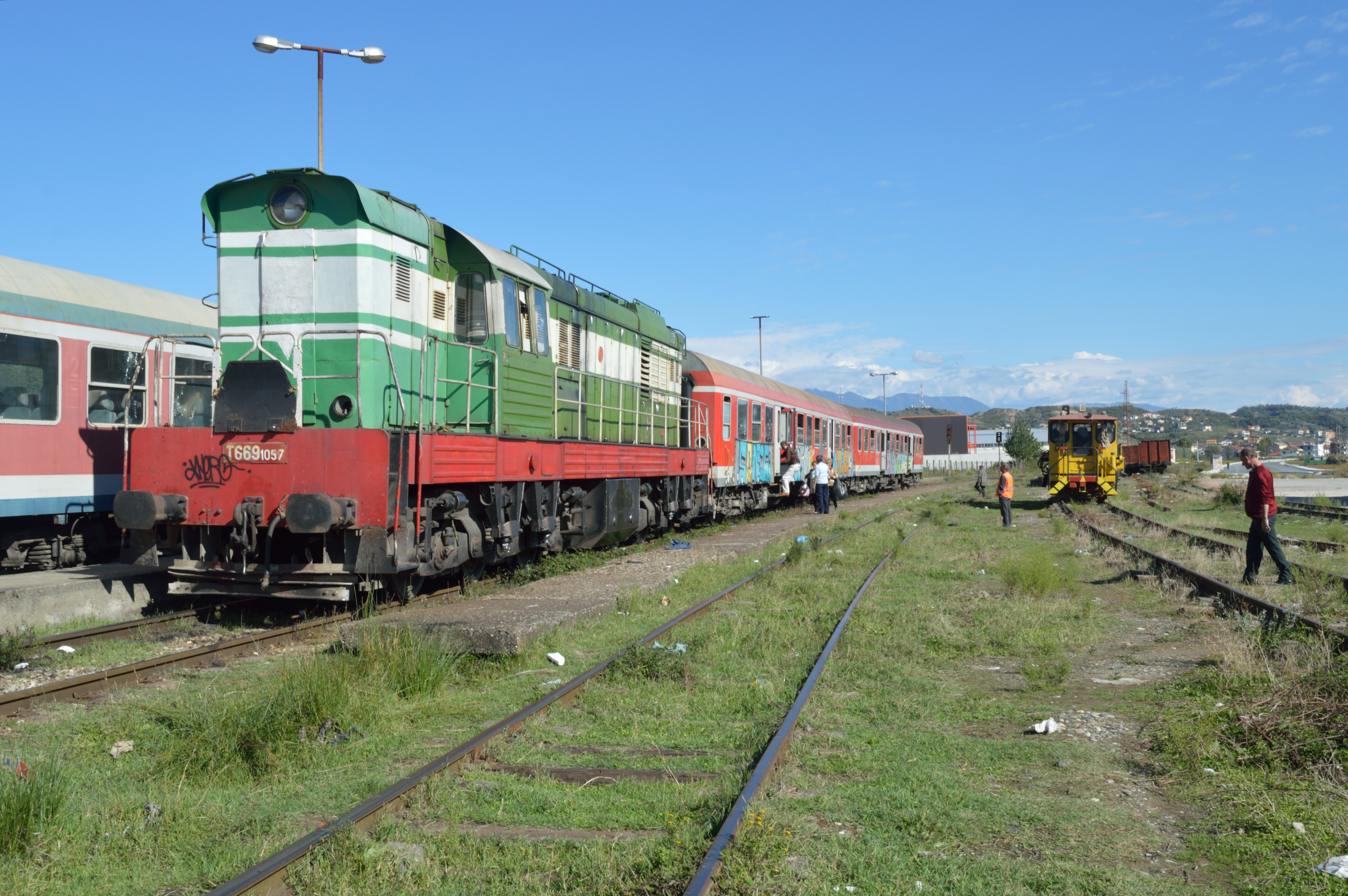
Albanische T669 mit ehemaligen DB-Halberstädter Mitteleinstiegswagen.
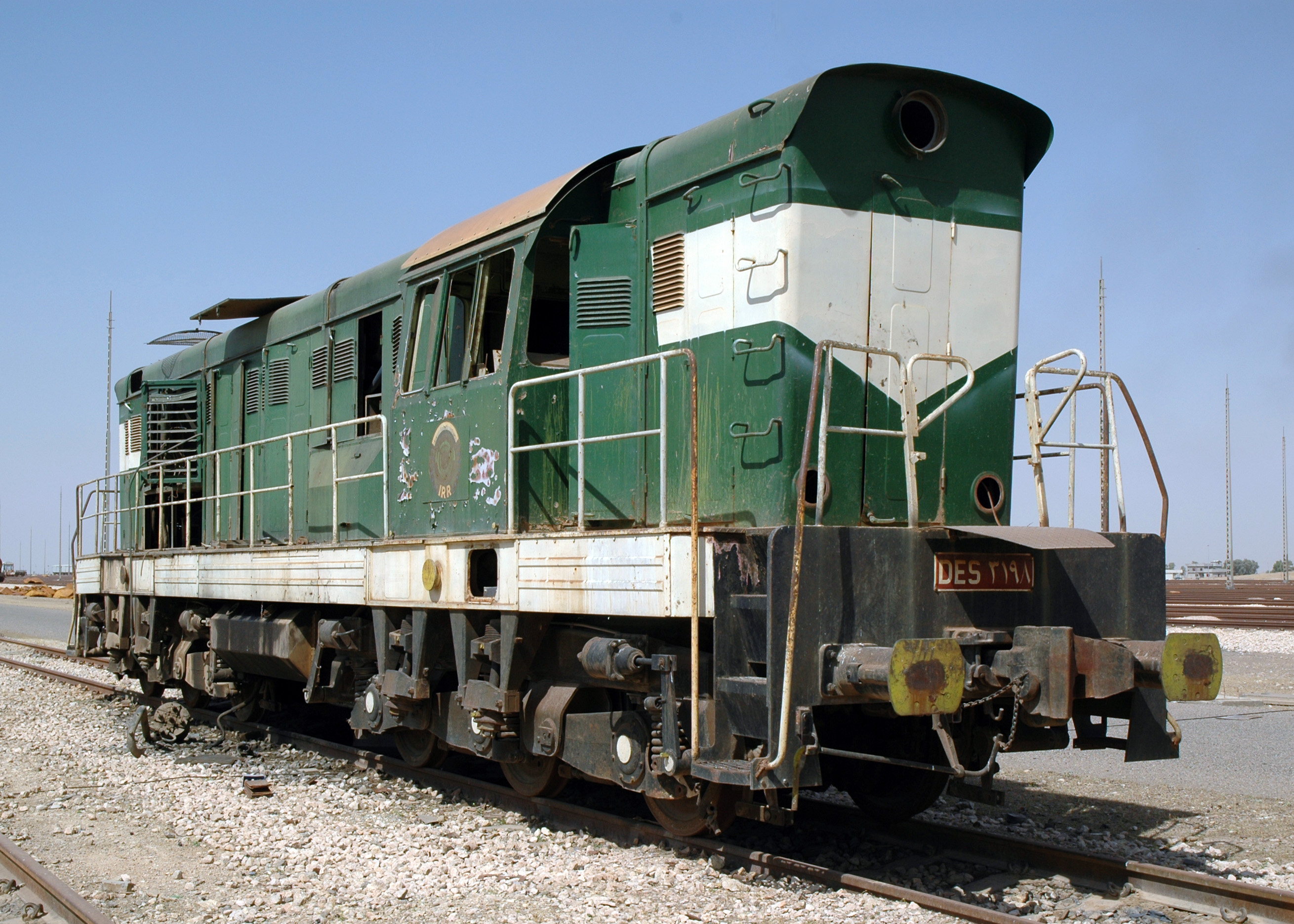
Irakische Exportvariante.